# 熊本市立碩台幼稚園
熊本市立碩台幼稚園（くまもとしりつ せきだいようちえん）は、熊本県熊本市中央区南千反畑町にある公立幼稚園。最寄り駅は藤崎宮前駅。

## 沿革
- 1890年（明治21年） - 碩台小学校の付属機関として誕生
- 1896年（明治27年） - 公立碩台小学校附属幼稚園と名称変更
- 1947年（昭和22年） - 熊本市立碩台幼稚園として独立
- 1991年（平成3年） - 3歳児保育を開始する。